# 오비쓰촌
오비쓰촌(小櫃村)은 지바현 기미쓰군에 일찍이 존재했던 촌이다.

## 지리
현재의 기미쓰시의 북동부에 위치하고 있으며. 오비쓰강이 흐르고 있다.

## 연혁
- 1889년 4월 1일 - 정촌제 시행에 의해 주변의 촌들을 합병해 오비쓰촌이 성립하였다.
- 1970년 9월 28일 - 기미쓰 정·가미노소 정·세이와 촌·고비쓰 촌과 합병해, 새로운 기미쓰 정을 신설해. 동일 고이토 정은 폐지되었다.

## 인구
| 1891년 | 5,230 |
| 1921년 | 6,077 |

## 교통

### 철도
- 일본국유철도
  - 구루리선

### 도로
- 구루리 가도( →국도 410호선)